# SPLIT UP
「SPLIT UP」（スプリットアップ）は、日本のバンド、HΛLの3rdシングルである。2001年3月28日にavex traxより発売。

## 撮影
1月14日、ジャケット撮影が都内某スタジオにて行われた。この日は梅崎俊春の誕生日。 
2月7日、都内の某結婚式場にてミュージックビデオの撮影が行われた。監督は武藤眞志。 

## 収録曲
1. SPLIT UP
作詞：HΛLNA　作曲：佐藤あつし　編曲：HΛL
カネボウ「REVUE」TVCMイメージソング
TBS系『ワンダフル』（「月極ワンダフル」2001年3月度テーマソング）
2. Rosary
作詞：HΛLNA　作曲：佐藤あつし　編曲：HΛL
3. SPLIT UP "Dub's Euro Trance Mix 001"
リミックス：Izumi"D.M.X"Miyazaki
4. SPLIT UP "DJ TURBO CLUB MIX"
リミックス：DJ TURBO
5. SPLIT UP "HΛL's MIX 2001"
リミックス：HΛL
6. SPLIT UP "TV MIX"
7. Rosary "TV MIX"